# Iris latistyla
Iris latistyla är en irisväxtart som beskrevs av Yu Tang Zhao. Iris latistyla ingår i släktet irisar, och familjen irisväxter.
Artens utbredningsområde är Tibet. Inga underarter finns listade i Catalogue of Life.